# Totalna Porażka: Zemsta Wyspy
Totalna Porażka: Zemsta Wyspy (ang. Total Drama: Revenge of the Island, 2012) – czwarty sezon kanadyjskiego animowanego reality show Totalna Porażka. Trzema pierwszymi sezonami są Wyspa Totalnej Porażki, Plan Totalnej Porażki i Totalna Porażka w trasie. Seria została potwierdzona 18 stycznia 2010 na oficjalnym blogu Total Drama. 

## Opis fabuły
Trzynastu całkiem nowych uczestników zakwalifikowało się na Totalną Porażkę: Zemstę Wyspy. Akcja dzieje się tak samo jak w pierwszym sezonie Wyspie Totalnej Porażki czyli na wyspie w Muskoka, Ontario, lecz z jedną różnicą – wyspa jest napromieniowana radioaktywnie.
Uczestnicy zostaną podzieleni na dwie drużyny: Toksyczne Szczury i Zmutowane Larwy.
Antagonistami serii są Scott, Jo i Lightning.

## Wersja polska
Opracowanie i udźwiękowienie wersji polskiej: Studio Sonica

Reżyseria: Piotr Kozłowski

Dźwięk i montaż: Maciej Brzeziński

Dialogi polskie: Joanna Kuryłko

Organizacja nagrań: Agnieszka Kudelska

Tekst piosenki: Marek Krejzler

Wykonanie piosenki: Modest Ruciński

Wystąpili:
- Łukasz Talik – Chris McLean
- Magdalena Karel – Jo
- Karol Wróblewski – Brick
- Piotr Bajtlik – Mike
- Krzysztof Szczerbiński – Scott
- Karol Pocheć – Sam
- Krzysztof Pluskota – Lightning
- Rafał Fudalej – Cameron
- Anna Sroka – Dakota
- Agnieszka Fajlhauer – Zoey
- Monika Pikuła – Anna Maria
- Julia Kołakowska-Bytner – Dawn
- Joanna Górniak –
  - Staci,
  - Izzy (odc. 4)
- Miłogost Reczek – Szef kuchni
- Jan Aleksandrowicz-Krasko – Owen (odc. 1)
- Karolina Dryzner - Bridgette (odc. 5)
- Joanna Pach - Lindsay (odc. 6)
- Beata Deskur – Gwen (odc. 8)
- Paweł Ciołkosz - Duncan (odc. 9)
- Dorota Furtak – Heather (odc. 10)
- Michał Maciejewski – DJ (odc. 11)

i inni
Lektor: Miłogost Reczek

## Odcinki
| Sezon | Liczba odcinków | Kraj              | Pierwsza emisja | Ostatnia emisja  |
| ----- | --------------- | ----------------- | --------------- | ---------------- |
| 4     | 13              | Kanada            | 5 stycznia 2012 | 12 kwietnia 2012 |
| 4     | 13              | Stany Zjednoczone | 5 czerwca 2012  | 28 sierpnia 2012 |
| 4     | 13              | Polska            | 8 marca 2012    | 31 maja 2012     |

### Spis odcinków
| Premiera odcinka w Polsce | N/o | Tytuł polski                              | Tytuł angielski                        |
| ------------------------- | --- | ----------------------------------------- | -------------------------------------- |
|                           |     |                                           |                                        |
| SERIA CZWARTA             |     |                                           |                                        |
|                           |     |                                           |                                        |
| 08.03.2012                | 01  | Większe, gorsze, brutalniejsze!           | Bigger! Badder! Brutal-er!             |
|                           |     |                                           |                                        |
| 15.03.2012                | 02  | Prawda albo laser rekina                  | Truth or Laser Shark                   |
|                           |     |                                           |                                        |
| 22.03.2012                | 03  | Lód, lód, dziecino                        | Ice Ice Baby                           |
|                           |     |                                           |                                        |
| 29.03.2012                | 04  | Schwytani straceńcy                       | Finders Creepers                       |
|                           |     |                                           |                                        |
| 05.04.2012                | 05  | Ahoj, załogo!                             | Backstabbers Ahoy!                     |
|                           |     |                                           |                                        |
| 12.04.2012                | 06  | Uciekający model                          | Runaway Model                          |
|                           |     |                                           |                                        |
| 19.04.2012                | 07  | Kopalnia jest kiepskim miejscem na odpady | A Mine Is a Terrible Thing to Waste    |
|                           |     |                                           |                                        |
| 26.04.2012                | 08  | Wyspa skarbów Dr. McLeana                 | The Treasure Island of Dr. McLean      |
|                           |     |                                           |                                        |
| 03.05.2012                | 09  | Grand Chef Auto                           | Grand Chef Auto                        |
|                           |     |                                           |                                        |
| 10.05.2012                | 10  | W górę, w górę, w moim żałosnym balonie   | Up, Up And Away In My Pitiful Balloon  |
|                           |     |                                           |                                        |
| 17.05.2012                | 11  | Jedz, puszczaj i bądź ostrożny            | Eat, Puke and Be Wary                  |
|                           |     |                                           |                                        |
| 24.05.2012                | 12  | Zaczarowany Las                           | The Enchanted Franken-Fores            |
|                           |     |                                           |                                        |
| 31.05.2012                | 13  | Mózg kontra Tężyzna - Ostateczna bitwa    | Brain vs. Brawn: The Ultimate Showdown |
|                           |     |                                           |                                        |

## Kontrowersje
Premiera "Total Drama: Revenge of the Island" była początkowo zapowiedziana na lipiec 2011 w USA, zaś na wrzesień 2011 w Kanadzie, ale w związku z trzęsieniem ziemi i tsunami u wybrzeży Honsiu w Japonii, producenci zostali zmuszeni do radykalnego przeglądu całego serialu, co było podyktowane tematyką mogącą urazić niektórych Japończyków. To spowodowało przeniesienie premiery na 5 stycznia 2012 w Kanadzie.